# Arara Shawãdawa
Arara Shawãdawa (também referido como Arara do Acre, Shawanaua, Shawanauá, Shaonahua ou Shaodawa) é um grupo indígena que habita o sudoeste do estado brasileiro do Acre, mais precisamente nas Terras Indígenas Arara do Igarapé Humaitá (localizada no Município de Porto Walter) e  Jaminawa-Arara do Rio Bagé (localizada no Municípo de Marechal Taumaturgo). Sua língua pertence à família linguística pano, sendo considerada uma variante dialetal da  língua katukina (pano).
Em 1994, o grupo era integrado por 300 pessoas.  Em 2000, eram 319 e, em 2012, havia 545 indivíduos desse grupo, no Acre, segundo dados do Sistema de Informações da Atenção à Saúde Indígena (Siasi) da Secretaria Especial de Saúde Indígena (Sesai) do Ministério da Saúde.